# گلیسینرژیک
یک عامل یا داروی گلیسینرژیک (انگلیسی: Glycinergic) یک ماده شیمیایی است که به‌طور مستقیم سیستم گلیسین را در بدن یا مغز تعدیل می‌کند. به‌عنوان مثال می‌توان به آگونیست‌های گیرنده گلیسین، آنتاگونیست‌های گیرنده گلیسین و مهارکننده‌های بازجذب گلیسین اشاره کرد.